# 福居紗希
福居 紗希（ふくい さき、 1996年3月25日- ）は、日本の陸上競技選手。長距離走。富山市立南部中学校、富山県立富山商業高等学校、城西大学卒業。三井住友海上所属。

## 経歴
全国高校駅伝では3年連続で1区を走った。
2017年3月、まつえレディースハーフマラソンで優勝。この時の1時間11分12秒は富山県記録。同年8月の2017年夏季ユニバーシアードハーフマラソン個人で銅メダル、棟久由貴・古谷奏とともに団体で金メダル。

## 主な記録
| 年     | 大会                           | 種目           | 順位     | 備考             |
| ------ | ------------------------------ | -------------- | -------- | ---------------- |
| 2011年 | 全国高校駅伝女子               | 1区            | 31位     | 富山商30位       |
| 2012年 | 全国高校駅伝女子               | 1区            | 12位     | 富山商29位       |
| 2013年 | 全国女子駅伝                   | 5区            | 12位     | 富山県26位       |
|        | 全国高校駅伝女子               | 1区            | 15位     | 富山商36位       |
| 2014年 | 全国女子駅伝                   | 1区            | 38位     | 富山県43位       |
| 2015年 | 学生陸上個人選手権             | 5000m          | 4位      |                  |
| 2016年 | 全日本大学女子駅伝             | 5区            | 区間7位  | 城西大12位       |
| 2017年 | まつえレディースハーフマラソン | ハーフマラソン | 優勝     |                  |
|        | 第29回夏季ユニバーシアード     | ハーフマラソン | 銅メダル | 日本団体金メダル |
|        | 全日本大学女子駅伝             | 1区            | 区間5位  | 城西大8位        |
|        | 富士山女子駅伝                 | 5区            | 区間6位  | 城西大11位       |
| 2018年 | 全国女子駅伝                   | 9区            | 38位     | 富山県34位       |
| 2021年 | 名古屋ウィメンズマラソン       | マラソン       | 15位     |                  |
| 2023年 | 青梅マラソン                   | 30km           | 優勝     |                  |